# Tore Holm
Pour les articles homonymes, voir Holm.
Tore Anton Holm est un skipper suédois né le 25 novembre 1896 à Gamleby et mort le 15 novembre 1977 dans la même ville.

## Biographie
Tore Holm participe à bord du Sif à la course de classe 40 m² aux Jeux olympiques d'été de 1920, avec notamment son frère Yngve Holm, et remporte la médaille d'or.
Aux Jeux olympiques d'été de 1928, il est médaillé de bronze en classe 8 m sur le Sylvia et aux Jeux olympiques d'été de 1932, il remporte le titre en classe 6 m sur le Bissbi qu'il a lui-même conçu.
Il est médaillé de bronze aux Jeux olympiques d'été de 1948 en classe 6 m sur le Ali-Baba II. 